# Uafhængige grækere
Uafhængige grækere (græsk: Ανεξάρτητοι Έλληνες, Anexartitoi Ellines eller ANEL) er et græsk højreorienteret parti, der blev stiftet i 2012.

## Historie
Partiet blev stiftet 24. februar 2012 af Panos Kammenos, der på dette tidspunktet var indvalgt i det græske parlament for  Nyt demokrati. 
Ved valget til parlamentet i maj 2012 fik partiet 33 mandater og blev dermed det fjerdestørste parti. 
Ved valget i juni 2012 fik ANEL 462.456 stemmer, dette svarer til 7,51 procent, og det gav 20 mandater. Trods tilbagegangen er ANEL stadig landets fjerdestørste parti.
Ved valget 25. januar 2015 gik partiet tilbage til 13 mandater. Da SYRIZA ikke selv havde mandater nok til flertal i parlamentet, gik de i koalition med ANEL; Kammenos blev forsvarsminister i Alexis Tsipras' regering.
Den 9. juni 2019 meddelte partileder Panos Kammenos, at ANEL ikke ville deltage i parlamentsvalget i 2019. ANEL stillede heller ikke op til det græske parlamentsvalg i maj eller juni 2023.